# 1848
| 1848                                |
| ----------------------------------- |
| Dødsfald - Fødsler                  |
| • Begivenheder • Litteratur • Musik |

| Gregoriansk kalender | 1848 MDCCCXLVIII        |
| Ab urbe condita      | 2601                    |
| Armensk kalender     | 1297 ԹՎ ՌՄՂԷ            |
| Kinesiske kalender   | 4544 – 4545 丁未 – 戊申 |
| Etiopisk kalender    | 1840 – 1841             |
| Jødisk kalender      | 5608 – 5609             |
| Hindukalendere       |                         |
| - Vikram Samvat      | 1903 – 1904             |
| - Shaka Samvat       | 1770 – 1771             |
| - Kali Yuga          | 4949 – 4950             |
| Iransk kalender      | 1226 – 1227             |
| Islamisk kalender    | 1264 – 1265             |

Konge i Danmark: Christian 8. 1839-1848 og Frederik 7. 1848-1863
Se også 1848 (tal)

## Begivenheder

### Januar
- 24. januar – Guldfeberen i Californien starter efter James W. Marshall finder guld ved Sutter's Mill i Coloma

### Februar
- 2. februar – Den Mexicansk-amerikanske krig afsluttes med freden i Guadelupe-Hidalgo; Mexico afstår alt land nord for Rio Grande
- 21. februar - Karl Marx og Friedrich Engels udgiver det Kommunistiske Manifest
- 23. februar Studenter og arbejdere bygger barrikader i gaderne i Paris. Kongen, Louis-Philippe forsøger forgæves at skabe ro ved at afskedige regeringen, men Februarrevolutionen er i fuld gang.
- 24. februar – Louis-Philippe abdicerer og flygter, Frankrig er atter republik

### Marts
- 4. marts - der indføres almindelig valgret i Frankrig
- 13. marts – Fyrst Metternich styrtes som østrigsk regeringschef
- Folketoget mod Christiansborg 21. marts 1848. N.F.S. Grundtvig ses i det øverste hjørnevindue til højre i billedet.15. marts - Ungarn bliver selvstændigt
- Slesvigholstenerne kræver fri forfatning for hertugdømmerne, og at Slesvig optages i det tyske forbund
- 20. marts - På et stort folkemøde på Casino i København besluttes det at gå til kongen og kræve en fri forfatning. Anton Frederik Tscherning foreslår: "Lad os gå hjem og sove på det"
- 21. marts – Folketoget til Christiansborg, den danske enevælde afskaffes som led i Martsrevolutionen
- 22. marts - enevældens faktiske afskaffelse i Danmark.
- Treårskrigen bryder ud, hvorefter der
- 24. marts - der blev indført pressefrihed
- 29. marts - Treårskrigen indledes, da den danske hær krydser Kolding Å for at kæmpe mod et preussisk støttet oprør i Rendsborg
- "Slavekrigen" - i slutningen af marts går rygter om at undslupne tugthusslaver skulle drage hærgende gennem Jylland

### April
- 9. april – Slaget ved Bov
- 23. april – Slaget ved Slesvig

### Maj
- 24. maj - F.A. Schleppegrell udnævnes til generalmajor. To år efter falder han ved fremrykningen mod Isted
- 28. maj - Slaget ved Nybøl
- 29. maj – Wisconsin bliver optaget som USA's 30. stat

### Juni
- 5. juni - Slaget ved Dybbøl (1848) i første slesvigske krig

### Juli
- 3. juli – Slaveriet på De dansk vestindiske øer bliver ophævet (officielt bekræftet 22. september)

### August
- 19. august - New York Herald beretter som den første store avis på den amerikanske østkyst om de store guldfund i Californien, en nyhed, der dog er mere end et halvt år gammel

### September
- 15. september - Slesvig-Holsten får en demokratisk grundlov med borgerlige frihedsrettigheder udarbejdet af en folkevalgt landsforsamling
- 16. september – William Cranch Bond, George Phillips Bond og William Lassell opdager Saturn-månen Hyperion
- 17. september - Thorvaldsens museum åbner
- 23. september - tyggegummi i butikkerne i USA for første gang nogensinde

### Oktober
- 23. oktober – Den grundlovgivende Rigsforsamling træder sammen på Christiansborg i København

### November
- 3. november - en stærkt moderniseret grundlov træder i kraft i Nederland og betyder blandt andet en forøgelse af magten hos parlament og regering på bekostning af monarkiets magt
- 16. november - J.N. Madvig indtræder som kultusminister i A.W. Moltkes andet ministerium. Senere generationer af skolebørn husker ham dog nok mest som forfatter til bl.a. "Latinsk Sproglære"
- 16. november - for at forhindre et oprør i Rom udnævner pave Pius 9. en demokratisk regering

### December
- 2. december – den østrigske kejser Ferdinand 1. træder tilbage og afløses af Franz Joseph 1., der forbliver på tronen indtil 1916
- 5. december - den amerikanske præsident James K. Polk bekræfter over for Kongressen, at der er fundet store mængder guld i Californien. Dette bliver signalet til den californiske guldfeber
- 10. december – Prins Louis Napoleon (Napoleon III) vælges til fransk præsident.

## Født
- 7. juni – Paul Gauguin, fransk maler (død 1903).
- 28. juli - Holger Birkedal, dansk ingeniør, spion og forfatter (død 1908).
- 5. oktober – Guido von List – okkultist og grundlægger af Ariosofien (død 1919).
- 28. november – Christopher Hage, dansk politiker (død 1930).

## Dødsfald
- 20. januar – Kong Christian 8.
- 7. februar – Christen Købke, dansk maler (født 1810).
- 23. februar – John Quincy Adams, tidl. amerikansk præsident.
- 26. marts – Steen Steensen Blicher, forfatter og digter, født 1772 i Vium, Jylland.
- 15. maj - Andreas Gabriel Toxwerdt, dansk generalkrigskommissær (født 1765).
- 4. juli – Francois-René de Chateaubriand, fransk forfatter og politiker.
- 12. august – George Stephenson, engelsk jernbanepionér.
- 19. december – Emily Brontë, engelsk forfatter, som dør af tuberkulose.

## Musik
- Johann Strauss den ældre komponerede "Radetzkymarchen".
- Dengang jeg drog af sted

## Bøger
- Alexandre Dumas: Vicomte de Bragelonne (da. Musketerernes sidste bedrifter).
- Frederik Paludan-Müller: Adam Homo (2. del)
- Karl Marx og Friedrich Engels: Det Kommunistiske Partis Manifest (tysk: Manifest der Kommunistischen Partei)
- Poul Chievitz: "Fra Gaden" – udgivet 1847 (på omslaget 1848).